# Karolis Chvedukas
Karolis Chvedukas (21. dubna 1991 Marijampolė, Litva – červen 2023) byl litevský fotbalový záložník a reprezentant, od léta 2016 hráč chorvatského klubu RNK Split (platné k listopadu 2016).

## Klubová kariéra
- FK Sūduva Marijampolė (mládež)
- FK Sūduva Marijampolė 2008–2016
- RNK Split 2016–2017

## Reprezentační kariéra
Chvedukas nastupoval za litevské mládežnické reprezentace U19 a U21.
V A-mužstvu Litvy debutoval 14. 11. 2012 v Jerevanu v přátelském utkání proti reprezentaci Arménie (prohra 2:4).